# きっと永遠に
「きっと永遠に」（きっとえいえんに）は、Crystal Kayの通算20枚目のシングル。

## 解説
「Kirakuni／Together」以来、約1年ぶりのシングル。表題曲は、映画『僕は妹に恋をする』のために書き下ろした主題歌で、「実らない恋」をテーマにした。
ミュージック・ビデオには、初めて使用されるハイスピードカメラを使った。テーマは、「時の流れ」。

## 収録曲
1. きっと永遠に
  - 作詞：西田恵美／作曲：Ryosuke "Dr.R" Sakai
  - ショウゲート配給映画「僕は妹に恋をする」エンディングテーマ
2. As One
  - 作詞：EMI K. Lynn／作曲：大西克巳
  - J-WAVEクリスマスキャンペーンソング
3. きっと永遠に STUDIO APARTMENT REMIX
4. As One REMIX
5. きっと永遠に INSTRUMENTAL